# Maria Luísa de Hesse-Cassel (1688–1765)
Maria Luísa de Hesse-Cassel (Kassel, 7 de fevereiro de 1688 — Leeuwarden, 9 de abril de 1765) foi uma filha do conde Carlos I de Hesse-Cassel e de Maria Amália da Curlândia. Pelo seu casamento com João Guilherme Friso, príncipe de Orange, tornou-se princesa-consorte de Orange, um título que foi usado pela última vez pela rainha Maria II de Inglaterra.
Maria Luísa é conhecida por ter sido regente durante dois períodos na história holandesa: durante os reinados do seu filho Guilherme IV e do seu neto, Guilherme V. Era frequente o povo de Orange se dirigir a ela por Marijke Meu (tia Maria).

## Família
Maria Luísa foi uma das sete crianças nascidas do conde Carlos I, Conde de Hesse-Cassel e da sua esposa e prima, Maria Amália da Curlândia. Entre os seus irmãos encontravam-se o rei Frederico I da Suécia e o conde Guilherme VIII de Hesse-Cassel.
Os avós paternos de Maria Luísa eram o conde Guilherme VI de Hesse-Cassel e a princesa Edviges Sofia de Brandemburgo. Os seus avós maternos eram o duque Jacob Kettler e a princesa Luísa Carlota de Brandemburgo.

## Casamento e descendência

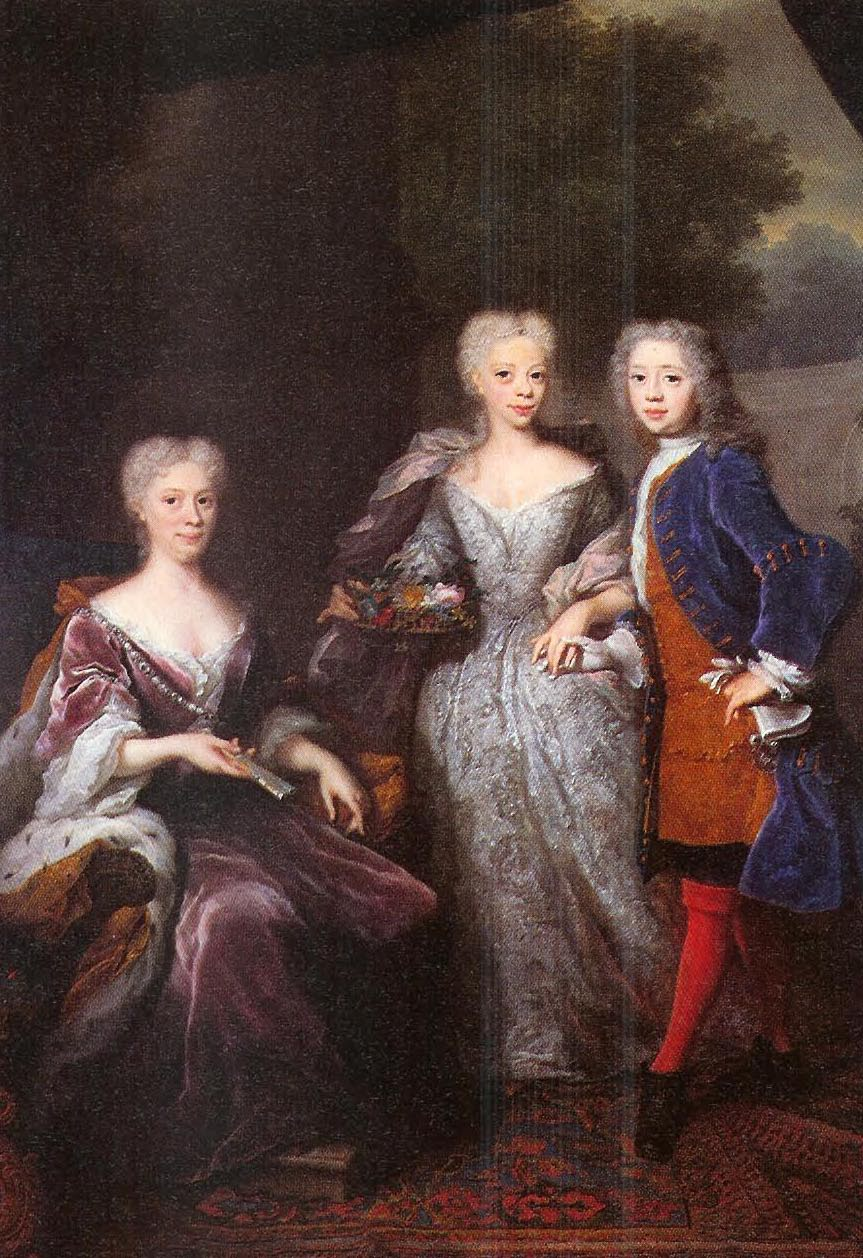
Maria Luísa com os seus dois filhos.

No dia 26 de abril de 1709, Maria Luísa casou-se com João Guilherme Friso, príncipe de Orange. João era o filho mais velho do príncipe Henrique Casimiro II de Nassau-Dietz e da princesa Henriqueta Amália de Anhalt-Dessau e tinha herdado o seu título em 1702 de Guilherme III de Orange que tinha morrido sem filhos. Era descendente de Guilherme, o Taciturno e do príncipe Frederico Henrique de Orange.
Os acontecimentos que levaram ao noivado começaram depois de João Guilherme ser quase morto por uma bala de canhão e por um tiro em duas ocasiões distintas. A sua mãe, Henriqueta Amália, talvez depois de perceber o quanto o seu filho estava vulnerável, começou rapidamente a procurar uma noiva adequada para garantir a sucessão. No final a escolha ficou reduzida às princesas alemãs. Henriqueta Amália terá dito ao filho que este deveria ver a escolha de uma noiva como a escolha entre duas cadeiras e que devia optar pela mais confortável. João viajou até Hesse-Cassel sem vontade, mas acabou por ficar noivo de Maria Luísa, de vinte anos, em menos de uma semana, recusando-se mesmo a conhecer a outra candidata. A razão principal para a escolha terá sido o facto de o pai de Maria ser um general de renome que servia o respeitado duque de Marlborough. Além disso, um casamento com uma condessa de Hesse-Cassel reforçaria a posição de João Guilherme entre as outras casas reinantes.
Maria Luísa não era vista como atraente, visto que os seus traços faciais eram pesados e o seu rosto era dominado por um grande nariz, no entanto era muito charmosa e tratava pessoas de posições inferiores com uma simpatia natural e uma preocupação sincera pelo seu bem-estar. O casal teve dois filhos antes da morte trágica de João Guilherme por afogamento no dia 14 de Julho de 1711, tendo o mais novo nascido já depois da morte do pai. O nascimento de Guilherme Carlos Henrique Friso foi recebido com grande alívio e a criança recebeu automaticamente o título de príncipe de Orange.
Os filhos de Maria Luísa e João Guilherme foram:
- Ana Carlota Amália Friso de Nassau-Dietz (13 de Outubro de 1710 - 17 de Setembro de 1777); casada com o príncipe-herdeiro Frederico de Baden-Durlach; com descendência.
- Guilherme IV de Orange (1 de Setembro de 1711 - 22 de Outubro de 1751); casado com a princesa real Ana de Inglaterra; com descendência.

## Viuvez

### Regências

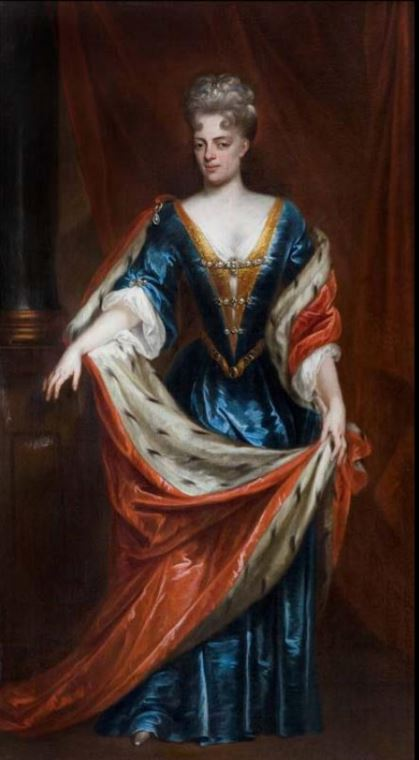
Maria Luísa.

Uma vez que o seu marido morreu quando ela ainda estava grávida, o seu filho Guilherme tornou-se imediatamente príncipe de Orange quando nasceu seis semanas depois. Maria Luísa foi regente do seu filho desde 1711 até este atingir a maioridade em 1731. A regência foi assegurada mesmo apesar da inexperiência que a princesa tinha com a política do seu país adoptivo, mas mesmo apesar disso, Maria conseguiu resolver uma série de desastres naturais que incluíram uma série de más colheitas e os Invernos severos entre 1712 e 1716. Na altura do seu casamento, Maria Luísa conquistou rapidamente o povo holandês que a chamava carinhosamente de "Tia Maria". Também lidou com grandes problemas relacionados com os parasitas que chegavam com os navios do Médio Oriente e devoravam partes de madeira essenciais dos diques que protegiam o país. Estes danos ameaçavam todo o sistemas de diques, o que teria destruído grandes quantidades de terra usada para a agricultura na província de Frísia. Contudo, o dinheiro que era preciso para fazer reparações foi difícil de conseguir, visto que os impostos de Haia para esta província era raramente revistos. Para evitar uma grande fome iminente, Maria Luísa foi até Haia e pediu ajuda aos Estados-Gerais pessoalmente. Terá falado tão eloquentemente que voltou a casa não só com uma atualização nos impostos, mas também com um destacamento de soldados para ajudar a reparar os diques.
Depois da sua visita em 1736, Maria Luísa manteve correspondência "num francês abominável" com o religioso e reformador social Nicolaus Ludwig Zinzendorf. Uma mulher profundamente religiosa, deu santuário a protestantes perseguidos que fugiam dos Habsburgos católicos. Apesar dos protestos do seu filho, Maria Luísa deixou que um grupo de morávios se instalasse no baronato de IJsselstein, da qual era baronesa.
Desde 1759 até à sua morte em 1765, Maria Luísa também foi regente do seu neto, o príncipe Guilherme V de Orange, depois de a sua antiga regente, a mãe de Guilherme, Ana, morrer. Maria Luísa foi sucedida na regência pelo duque Luís Ernesto de Brunsvique-Luneburgo.

### Caracteristicas e relação com os filhos

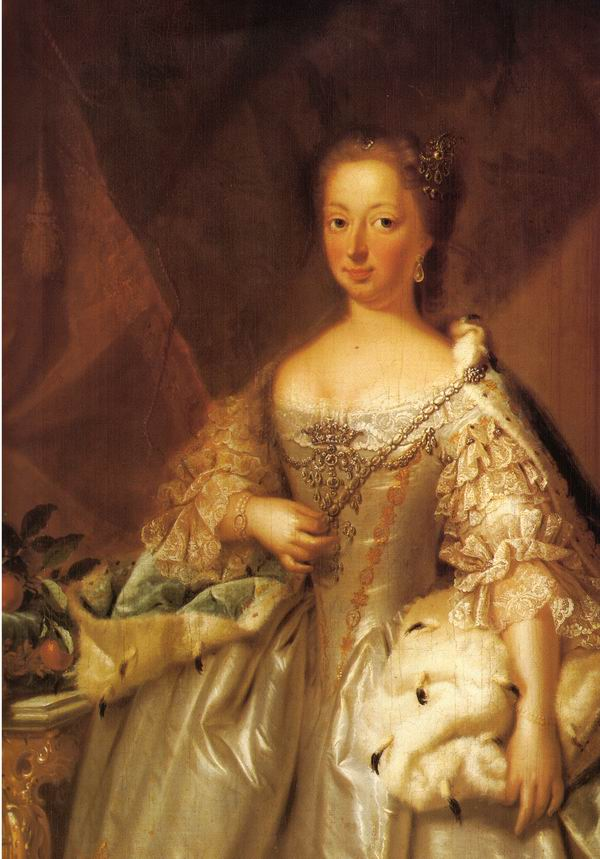
Ana de Inglaterra, nora de Maria Luísa.

Após a morte do seu marido, Maria Luísa passou a ser uma viúva de vinte e três anos num país estrangeiro, algo que a tornou caracteristicamente pessimista e agonizada com o futuro dos seus filhos. Estes traços pessimistas acabaram por ser herdados pela sua filha, fazendo com que esta se tornasse melancólica e reservada toda a sua vida. O seu filho Guilherme herdou a sua aparência fortemente alemã, e não a "aparência admiravelmente ascética que o seu pai partilhava com Guilherme III". Guilherme adoecia com facilidade quando era mais novo e foi rigidamente disciplinado e educado por Maria Luísa com grande cuidado na cidade de Leeuwarden.
Maria Luísa tinha uma boa relação com o seu filho, por isso quando este atingiu a maioridade em 1729, foi convidada a participar nas celebrações com o mesmo estatuto do filho. Quando ele era jovem, Maria Luísa escrevia-lhe diariamente, relembrando-o de coisas como lavar os dentes e dormir muito. Guilherme respondia a todas as cartas pacientemente.
Maria Luísa era vista como frugal, especialmente quando comparada com os excessos da sua sogra, Henriqueta Amália. Por causa desta frugalidade, conseguia oferecer grandes somas de dinheiro a várias instituições de caridade. A certa altura um nobre ofereceu-lhe um hospital gigantesco; Maria Luísa perguntou-lhe se ele não se sentia culpado por estar a gastar dinheiro que podia dar aos pobres.

### Casamento do filho
O filho de Maria Luísa casou-se com a princesa real Ana de Inglaterra, filha mais velha de Jorge II da Grã-Bretanha, no dia 25 de Março de 1734 no Palácio de St. James em Londres. Depois de o grupo que tinha participado no casamento regressar aos Países Baixos, Guilherme escreveu-lhe, informando-a de que Ana tinha permissão a ter precedência sobre Maria Luísa por ser filha de um rei. O aviso não era preciso, uma vez que Maria Luísa deixou rapidamente o palácio do filho assim que este tinha atingido a maioridade, escolhendo viver numa casa elegante, mas modesta em Herlingen. Maria Luísa sempre tinha mostrado o seu desinteresse por formalidades da realeza e pelo seu estilo de vida. Recebeu o seu filho e a nora quando eles chegaram, mas depois regressou à sua casa, não tendo participado nas celebrações do seu regresso.

## Morte
Maria Luísa foi viúva durante cinquenta e quatro anos e morreu no dia 9 de abril de 1765 em Leeuwarden, a capital da província holandesa de Frísia. Viveu mais catorze anos do que o filho.